# Собеньчиці
Собеньчиці (пол. Sobieńczyce) — село в Польщі, у гміні Крокова Пуцького повіту Поморського воєводства.
Населення — 130 осіб (2011).
У 1975-1998 роках село належало до Гданського воєводства.

## Демографія
Демографічна структура станом на 31 березня 2011 року:
|          | Загалом | Допрацездатний вік | Працездатний вік | Постпрацездатний вік |
| -------- | ------- | ------------------ | ---------------- | -------------------- |
| Чоловіки | 69      | 18                 | 43               | 8                    |
| Жінки    | 61      | 14                 | 34               | 13                   |
| Разом    | 130     | 32                 | 77               | 21                   |